# Division I 1947-1948 (pallacanestro maschile)
La Division I 1947-1948 è stata la 16ª edizione del massimo campionato belga di pallacanestro maschile. La vittoria finale è stata ad appannaggio del Semailles.

## Risultati

### Stagione regolare
|     | Squadra              | G  | V  | N | P  | PF | PS | Pt. | Qualificazione |
| --- | -------------------- | -- | -- | - | -- | -- | -- | --- | -------------- |
| 1.  | Semailles            | 18 | 15 | 0 | 3  |    |    | 30  |                |
| 2.  | Hellas Gent          | 18 | 14 | 0 | 4  |    |    | 28  |                |
| 3.  | Royal IV             | 18 | 14 | 0 | 4  |    |    | 28  |                |
| 4.  | Racing Bruxelles     | 18 | 13 | 0 | 5  |    |    | 26  |                |
| 5.  | Union Saint-Gilloise | 18 | 13 | 0 | 5  |    |    | 26  |                |
| 6.  | Hades Gent           | 18 | 7  | 1 | 10 |    |    | 15  |                |
| 7.  | Ougrée               | 18 | 5  | 1 | 12 |    |    | 11  |                |
| 8.  | Sporting Liegi       | 18 | 5  | 0 | 13 |    |    | 10  |                |
| 9.  | CEP Fleurus          | 18 | 2  | 0 | 16 |    |    | 4   | retrocesse     |
| 10. | Mercurius Anversa    | 18 | 1  | 0 | 17 |    |    | 2   | retrocesse     |

| Division I 1947-1948 |
| -------------------- |
| Semailles 3º titolo  |